# 12239 Carolinakou
12239 Carolinakou eller 1988 CN4 är en asteroid i huvudbältet som upptäcktes den 13 februari 1988 av den belgiske astronomen Eric W. Elst vid La Silla-observatoriet. Den är uppkallad efter Carolina Carreira Nakou.
Asteroiden har en diameter på ungefär 4 kilometer.